# Súr
Súr é um município da Hungria, situado no condado de Komárom-Esztergom. Tem 37,36 km² de área e sua população em 2015 foi estimada em 1.182 habitantes.